# (35398) 1997 YR
1997 YR (asteroide 35398) é um asteroide da cintura principal. Possui uma excentricidade de 0.13626900 e uma inclinação de 4.52148º.
Este asteroide foi descoberto no dia 20 de dezembro de 1997 por Takao Kobayashi em Oizumi.